# Генріх Герц
Ге́нріх Рудольф Герц  (нім. Heinrich Rudolf Hertz; 22 лютого 1857 року — 1 січня 1894 року) — німецький науковець.
Перший отримав електромагнітні хвилі, існування яких теоретично передбачено Максвеллом. Дослідження властивостей електромагнітних хвиль, проведені Герцом, показали, що ці хвилі підлягають тим самим законам, що й світлові. Цим відкриттям підтверджено електромагнітну теорію світла.

## Біографія
Генріх Рудольф Герц народився 22 лютого 1857 року в родині адвоката, який пізніше став сенатором. У дитинстві Генріх був слабким і хворобливим.

### Навчання
Генріх вступив до Гамбурзького реального училища і збирався вивчати юриспруденцію. Однак після того, як у них в училищі почалися заняття з фізики, його інтереси круто змінилися. На щастя, батьки не заважали хлопчикові шукати своє покликання і дозволили йому перейти до гімназії, закінчивши яку, він отримував право вступу до університету.
Отримавши атестат зрілості, Герц виїхав 1875 року в Дрезден і вступив до вищого технічного училища. Зрозумівши, що кар'єра інженера не для нього, 1 листопада 1877 року він надіслав батькам листа з наступними словами:
|  | Раніше я часто говорив собі, що бути посереднім інженером для мене краще, ніж посереднім ученим. А тепер думаю, що Шіллер був правий, коли сказав: "Хто боїться ризикувати життям, той не доб'ється в ньому успіху". І ця зайва моя обережність була б із мого боку безумством. |

Він пішов з училища і вирушив до Мюнхена, де був прийнятий відразу на другий курс університету. Після його закінчення Герц вирушив до Берліна, де влаштувався асистентом у лабораторії найзнаного німецького фізика того часу Германа Гельмгольца.
Гельмгольц незабаром помітив талановитого юнака, і між ними встановилися хороші відносини, які згодом перейшли в тісну дружбу і одночасно в наукове співробітництво. Під керівництвом Гельмгольца Герц захистив дисертацію і став визнаним фахівцем у своїй галузі.
5 лютого 1880 року Генріх Герц захистив докторську дисертацію з відзнакою, таким чином здобувши ступінь доктора наук. Його дипломна робота «Про індукції в обертаючій кулі» була теоретичною, і він продовжував займатися теоретичними дослідженнями у фізичному інституті при університеті.

### Робота
За рекомендацією свого вчителя в 1883 році Герц отримав посаду доцента у Кілі, а через шість років став професором фізики у Вищій технічній школі в Карлсруе. Тут у Герца була своя власна експериментальна лабораторія, яка забезпечила йому свободу творчості. Герц усвідомив, що більше всього на світі його цікавить електрика, швидкі електричні коливання, над вивченням яких він трудився ще в студентські роки. Саме в Карлсруе почався найплідніший період його наукової діяльності.
У роботі 1884 року Герц показав, що максвеллівська електродинаміка має переваги по відношенню до звичайної, але вважав недоведеним, що вона є єдино можливою. Надалі Герц, однак, зупинився на компромісній теорії Гельмгольца. Гельмгольц взяв у Максвелла та Фарадея визнання ролі середовища в електромагнітних процесах, але на відміну від Максвелла вважав, що дія незамкнутих струмів повинно бути відмінно від дії замкнутих струмів.
Це питання вивчав у лабораторії Гельмгольца М. М. Шиллер у 1876 році. Шиллер не виявив відмінності між замкнутими і незамкнутими струмами, що відповідало теорії Максвелла. Але, Гельмгольц не задовольнився цим, запропонував Герцу знову зайнятися перевіркою теорії Максвелла.
Підрахунки Герца показали, що очікуваний ефект навіть при найсприятливіших умовах буде занадто малий, і він «відмовився від розробки завдання». Однак відтоді він не переставав думати про можливі шляхи її вирішення і його увага «було загострена щодо всього, що пов'язане з електричними коливаннями».

  
До початку досліджень Герца електричні коливання були вивчені як теоретично, так і експериментально. Герц з його загостреною увагою до цього питання, працюючи у вищій технічній школі в Карлсруе, знайшов у фізичному кабінеті пару індукційних котушок, що призначалися для лекційних демонстрацій. 
|  | Мене вразило, - писав він, - що для отримання іскри в одній обмотці не було необхідності розряджати великі батареї через іншу і, більше того, що для цього достатні невеликі лейденські банки і навіть розряди невеликого індукційного апарату, якщо тільки розряд пробивав іскровий проміжок. |

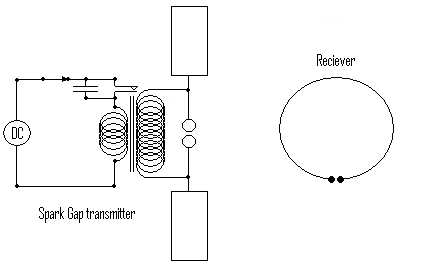
Експериментальний апарат Герца у 1887 році

Експериментуючи з цими котушками, Герц прийшов до ідеї свого першого досліду.
Експериментальну установку і самі досліди Герц описав у опублікованій 1887 року статті «Про дуже швидкі електричні коливання». Герц описав тут спосіб генерації коливань, "приблизно в сто разів швидше спостережених Феддерсеном.
У роботі «Про дії струму» Герц перейшов до вивчення явищ на дальшій відстані, працюючи в аудиторії завдовжки 14 метрів і завширшки 12 метрів. Він виявив, що якщо відстань приймача від передавального диполя менше одного метра, то характер розподілу електричної сили аналогічний полю диполя і спадає обернено пропорційно кубу відстані. Однак на відстанях, що перевищують три метри, поле спадає значно повільніше і неоднаково в різних напрямках. У напрямку осі диполя дія спадає значно швидше, ніж у напрямку, перпендикулярному осі, і ледь помітно на відстані чотирьох метрів, тоді як в перпендикулярному напрямку воно досягає відстаней, більших дванадцяти метрів.

  
Цей результат суперечить всім законам теорії дальнодії. Герц продовжував дослідження в хвильовій зоні свого диполя, поле якого він пізніше розрахував теоретично. У багатьох наступних роботах Герц незаперечно довів існування електромагнітних хвиль, що розповсюджуються з кінцевою швидкістю. 
|  | «Результати дослідів, поставлених мною над швидкими електричними коливаннями, — писав Герц у своїй восьмій статті 1888 року, — показали мені, що теорія Максвелла має перевагу перед усіма іншими теоріями електродинаміки». |

   
У 1889 році на 62-му з'їзді німецьких природознавців і лікарів Герц прочитав доповідь «Про співвідношення між світлом і електрикою». Тут він підвів підсумки своїх дослідів у таких словах: 
|  | «Всі ці досліди дуже прості в принципі, але, тим не менш, вони тягнуть за собою найважливіші наслідки. Вони руйнують будь-яку теорію, яка вважає, що електричні сили перестрибують простір миттєво. Вони означають блискучу перемогу теорії Максвелла... Наскільки малоймовірним здавався раніше її погляд на сутність світла, настільки важко тепер не розділити цей погляд». |

У 1890 році Герц опублікував дві статті: «Про основні рівняннях електродинаміки в тілах які знаходяться в спокійному стані.» і «Про основні рівняннях електродинаміки для рухомих тіл». Ці статті містили дослідження про поширення «променів електричної сили» і, по суті, давали канонічний виклад максвеллівської теорії електричного поля, яке увійшло відтоді в навчальну літературу.
Досліди Герца викликали величезний резонанс. Особливу увагу привернули досліди, описані в роботі «Про промені електричної сили».
Серед численних повторень дослідів Герца особливе місце займають досліди російського фізика П. М. Лебедєва, опубліковані у 1895 році, першому році після смерті Герца.
В останні роки життя Герц переїхав до Бонна, де також очолив кафедру фізики в місцевому університеті. Там він зробив ще одне найбільше відкриття. У своїй роботі «Про вплив ультрафіолетового світла на електричний розряд», що надійшла в «Протоколи Берлінської академії наук» 9 червня 1887 року, Герц описує важливе явище, відкрите ним і який отримав згодом назву фотоелектричного ефекту.
Дослідити це явище детально Герц не встиг, оскільки раптово помер від злоякісної пухлини 1 січня 1894. До останніх днів життя науковець працював над книгою «Принципи механіки, викладені у новому зв'язку». У ній він прагнув осмислити власні відкриття і намітити подальші шляхи дослідження електричних явищ.

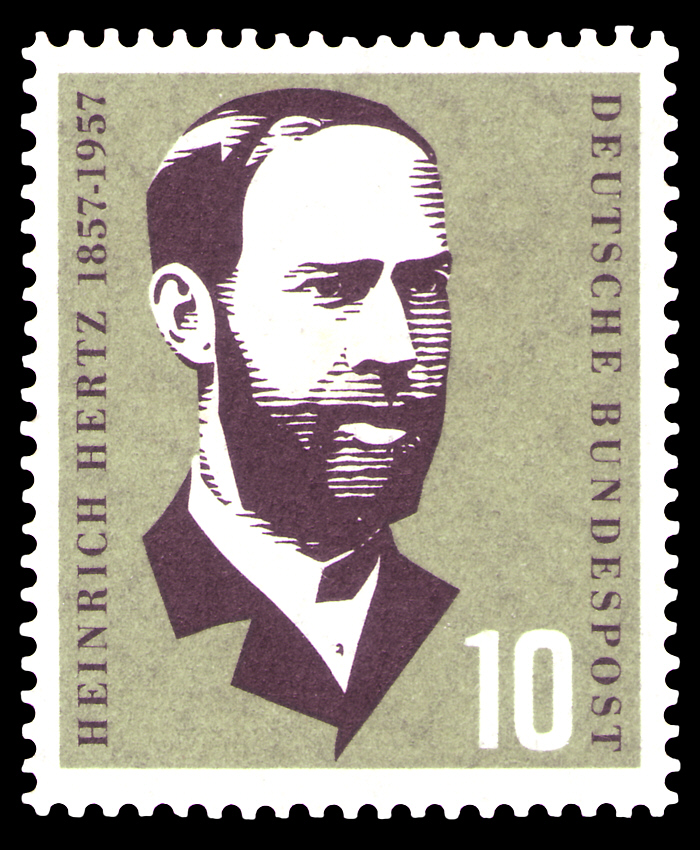
Марка, яка вийшла 1957 року до 100-річчя з дня народження Герца

Після передчасної смерті науковця цю працю закінчив і підготував до видання Герман Гельмгольц.

## Вшанування
На честь Генріха Герца названа одиниця вимірювання частоти Герц, астероїд 16761 Герц та місячний кратер Герц.

## Сім'я
- Дружина: Елізабет Герц
- Діти: Йоганна, Матільда
- Батько: Густав Фердінанд Герц
- Мати: Ганна Елізабет Пфефферкорн